# Buxus aneura
Buxus aneura är en buxbomsväxtart som beskrevs av Ignatz Urban. Buxus aneura ingår i släktet buxbomar, och familjen buxbomsväxter. Inga underarter finns listade i Catalogue of Life.